# Kim So-hyun (actrice, 1999)
Pour les articles homonymes, voir Kim So-hyun.
Dans ce nom coréen, le nom de famille, Kim, précède le nom personnel.
Kim So-hyun (en coréen : 김소현, née le 4 juin 1999), est une actrice sud-coréenne. Elle commence sa carrière d'actrice dès son plus jeune âge (2006) et rencontre le succès auprès du public dans des séries comme Moon Embracing the Sun en 2012 et Missing You l'année suivante. Elle est souvent considérée comme une Petite sœur de la Nation. En 2015, elle obtient le premier rôle dans le drama Who Are You: School 2015 qui a eu énormément de succès. En 2017, elle joue dans la série télévisée Goblin The Lonely And Great God. En 2019, elle joue le rôle de Kim Jojo dans la série télévisée Love Alarm.

## Filmographie

### Cinéma
- 2010 : Man of Vendetta : Joo Hye-rin
- 2011 : Sin of a Family : Jung Myung-hee
- 2011 : Spy Papa : Soon-bok
- 2012 : I Am the King : Sol-bi
- 2013 : Killer Toon : Mi-sook (jeune)
- 2016 : Pure Love : Jung Soo-ok
- 2016 : The Last Princess : Princesse Deokhye (adolescente)
- 2017 : Your Name : Mitsuha Miyamizu (voix coréenne)

### Télévision
- 2008-2009 : Wife and Woman : Jo Je-ni
- 2009 : Ja Myung : Go Myo-ri
- 2010 : Becoming a Billionaire : Lee Shin-mi (jeune)
- 2010 : King of Baking, Kim Takgu : Gu Ja-rim (jeune)
- 2011 : The Thorn Birds : Seo Jung-eun (jeune)
- 2011-2012 : Padam Padam : Jung Ji-na (jeune)
- 2012 : Moon Embracing the Sun : Yoon Bo-kyung (jeune)
- 2012 : Rooftop Prince : Hong Se-na (jeune) / La princesse Hwa-yong (jeune)
- 2012 : Love Again : Jung Yoo-ri
- 2012 : Reckless Family : Kim So-hyun (saison 1)
- 2012 : Ma Boy : Jang Geu-rim
- 2012–2013 : Missing You : Lee Soo-yeon (jeune)
- 2013 : Iris II: New Generation : Ji Soo-yeon (jeune)
- 2013 : The Secret of Birth : Jung Yi-hyun (jeune)
- 2013 : The Suspicious Housekeeper : Eun Han-gyul
- 2013 : I Can Hear Your Voice : Jang Hye-sung (jeune)
- 2014 : Triangle : Hwang Shinhye (jeune)
- 2014 : Reset : Choi Seung-hee/Jo Eun-bi
- 2014 : Drama Special "We All Cry Differently" : Ryu Ji-hye
- 2015 : A Girl Who Sees Smells : Choi Eun-seol
- 2015 : Who Are You: School 2015 : Lee Eunbi et Go Eunbyeol
- 2016 : Nightmare Teacher : Ye-rim
- 2016 : Page Turner : Yoon Yoo-seul
- 2016 : Let's Fight Ghost : Kim Hyun-Ji
- 2017 : Goblin The Lonely And Great God : Kim Sun (jeune) et Queen of Goryeo
- 2017 : Ruler - Master Of The Mask : Han Ga-Eun
- 2017 : While You Were Sleeping : Park So-yoon (Cameo)
- 2018 : Radio Romance : Song Geu-rim
- 2019 :The Tale of Nokdu (en) : Dong joo
- 2019 : Love Alarm, saison 1 : Kim Jo-jo
- 2020 : River where the moon rises : Princess Pyeonggang
- 2021: Love Alarm saison 2: Kim Jo-jo
- 2023 : My lovely liar : Mok Sol-Hee
- 2024: Serendipity's embrace : Lee Hong Ju
- 2025: Goodboy: Ji Ha na